# Reutehof (Heimertingen)
Reutehof ist ein Ortsteil der oberschwäbischen Gemeinde Heimertingen im Landkreis Unterallgäu in Bayern. 

## Geographie
Die Einöde liegt etwa 2,5 Kilometer östlich des Hauptorts und ist durch eine Gemeindestraße mit diesem verbunden. Südlich der Einöde liegt der Siegmerwald, nördlich verläuft die Roth. Bei seiner Gründung war er Eigentum des Fürststiftes Kempten, danach gehörte er der Familie Fugger. Seit dem Reichsdeputationshauptschluss 1803 gehört der Ort zu Heimertingen.